# Carl Christensen
Carl Frederik Albert Christensen, född 1872 och död 1942, var en dansk botaniker och bibliograf.
Christensen blev mag. scient. (Naturvetenskaplig magister) 1900, lärare i Köpenhamn och museidriektör 1920. Christensen ägande sig forskning åt ormbunkarnas systematik, och har utgett monografier över ormbunkssläktet såsom Dryo'pteris (3 band), och en förteckning över alla då kända ormbunksväxter Index filicum (1905-06, supplement 1913-17), som bilivit internationellt normerande för ormbunkarnas systematik och nomenklatur. Bland hans övriga arbeten märks Den danske Botaniks Historie (1924-26).